# Барам (бригада)
Барам (ивр. עוצבת ברעם‎, также 300-я бригада) — израильская территориальная бригада в дивизии «Ха-Галиль», которая отвечает за общую безопасность в западном секторе границы между Израилем и Ливаном, на участке между Рош-ха-Никра и Малкией.
С момента создания бригады и до включения в дивизию Ха-Галиль штаб бригады находился в Бирните. С момента включения в дивизию Ха-Галиль, штаб которой располагался в Бирните, штаб бригады переместился в близлежащее поселение Шомера, где расположился на базе вокруг цитадели времён Британского мандата, являвшейся частью «Северного забора» .

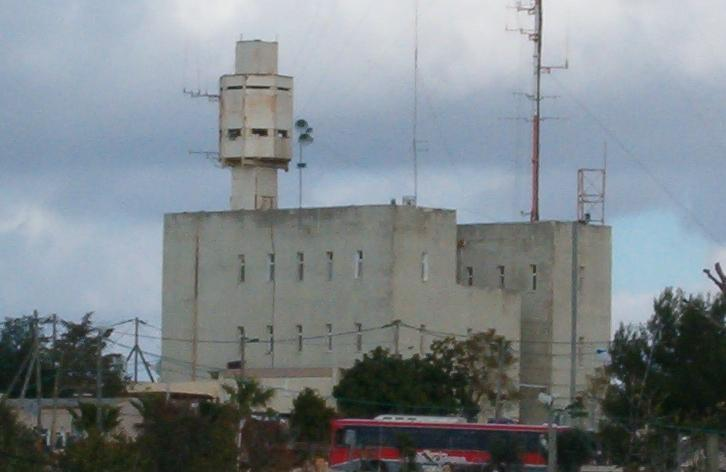
Крепость Таггарт в Шомере, около которой расположена штаб-квартира бригады

## История

### Создание бригады
Вскоре после войны Судного дня район Мирон отвечал за текущую деятельность по обеспечению безопасности на ливанской границе от склонов Хермона до Рош-ха-Никра. С ростом террористической активности после войны ливанский пограничный сектор был разделен на два бригадных сектора: район Мирон, отвечавший за восточный сектор, стал 769-й территориальной бригадой Хирам, а на участке от мошава Авивим до Рош-ха-Никра в июне 1974 года была основана бригада Барам. Во главе её стал полковник Элиезер Рам, который также был командующим бригады Голани в конце Войны Судного дня.
Штабные офицеры созданной бригады были не новичками, а уже ранее служили штабными офицерами штаба бригады Ха-Хермонит, которая была создана в ноябре 1973 года и расформирована в июне 1974 года. В мае 1974 года, алуф мишне Биньямин Бен-Элиэзер (Фуад) был назначен командиром 300 подразделения, включающего в себя батальон Херев . 300 подразделение в составе батальона Херев и 244-й разведовательной роты отвечала за безопасность в прибрежном секторе между Хайфой и Рош-ха-Никра. Штаб подразделения располагался в лагере «Шарга». В декабре 1974 года в Генштабе было принято решение создать 300-ю территориальную бригаду, объединив территориальную бригаду Бирнит с 300-м подразделением.
Работа по созданию бригады была возложена на плечи полковника Бен-Элиэзера и его заместителя Гедалии Бен-Дор. В 1975—1976 годах бригада была создана на базе 300-го батальона, 244-й разведовательной роты и трех резервных друзских батальонов, которые составили штатные части бригады. В состав бригады вошли и другие резервные батальоны, а также артиллерийские части. До операции «Литани» бригада занималась формированием своих подразделений, сдерживанием активности террористов, пытавшихся проникнуть из Ливана, возведением заграждений электронного забора, налаживанием связей с христианами на юге Ливана и оказанием помощи в их обучении. Помогал командиру бригады в создании резервных батальонов друзов подполковник Саид Абдель Хак, который был первым друзским офицером, получившим впоследствии звание полковника.
Многие друзы-офицеры, служившие в то время в 300-й бригаде в качестве командиров батальона Херев и подразделения 300, позже были повышены до старших офицерских званий и служили в Армии обороны Израиля на различных должностях, таких как: бригадный генерал Хаиль Салах, полковник Гидеон Аббас, полковник Гидеон Мазейд, генерал-майор Юсеф Мишлеб. Полковник Бен-Элиезер работал над сокращением участия видных общественных деятелей в делах подразделения. Его преемник, полковник Гидеон Ха-Мейри, ранее занимал должность заместителя командира 300-го подразделения. Он командовал подразделением в 1976—1977 годах, в этот период подразделение участвовало в операции «Литани». В 1978 году, когда впервые в своей истории подразделение активно участвовало в широкой военной операции АОИ и после боев за захват Южного Ливана, в течение пяти месяцев оно отвечало за сектор к югу от города Сур.
С открытием дополнительных подразделений для представителей этнических меньшинств Израиля в январе 1982 года было решено, что подразделения больше не будет состоять только из солдат меньшинств, а будут обычными пехотными подразделениеми. Согласно этому решению солдаты-друзы начали службу в различных подразделениях ЦАХАЛа практически без ограничений.

### Первая ливанская война
Бригада под командованием полковника Ави Талема воевала в составе дивизии Ха-Галиль в Западном секторе Ливана. Бригада участвовала в захвате Тира, Сидона и лагерей беженцев на окраинах городов.

### Вторая ливанская война
Утром 12 июля, около 09:00 утра, «Хизбалла» обстреляла северные населенные пункты минометным и ракетным вооружением. В результате нападения были ранены 11 израильских солдат и мирных жителей, некоторые из них были госпитализированы в тяжелом состоянии. В 09:05 отряд «Хизбаллы» прорвал ограждение по периметру в районе Зарит в сектора ответственности бригады, проник на территорию Израиля возле заставы Ливна (которая была без личного состава) и атаковал противотанковыми ракетами и стрелковым оружием два военных джипа типа " Хаммер ", которые дежурили на линии границы, убила находившихся в них трех военнослужащих АОИ и похитила двух солдат запаса — Эхуда Гольдвассера и Эльдада Регева. Отряд отступил на ливанскую территорию с двумя похищенными. Танк ЦАХАЛа, который вошёл в Ливан с целью найти похищенных, взорвался, и четыре члена его экипажа были убиты. При попытке извлечь тела из танка снайперским огнем был убит ещё один военнослужащий.
Из-за этого инцидента разразилась Вторая ливанская война. Силы бригады участвовали в боях, а на вторую неделю войны бригада под командованием Хена Ливни вела бой при Марун-ар-Рас.

## Эмблема бригады
Дизайн знака отражает географический район, находящийся в зоне ответственности бригады (граница между горами и морем). В октябре 2015 года, когда батальон «Херев» был расформирован, к знаку различия полка были добавлены два меча со звездой Давида, чтобы сохранить наследие полка.

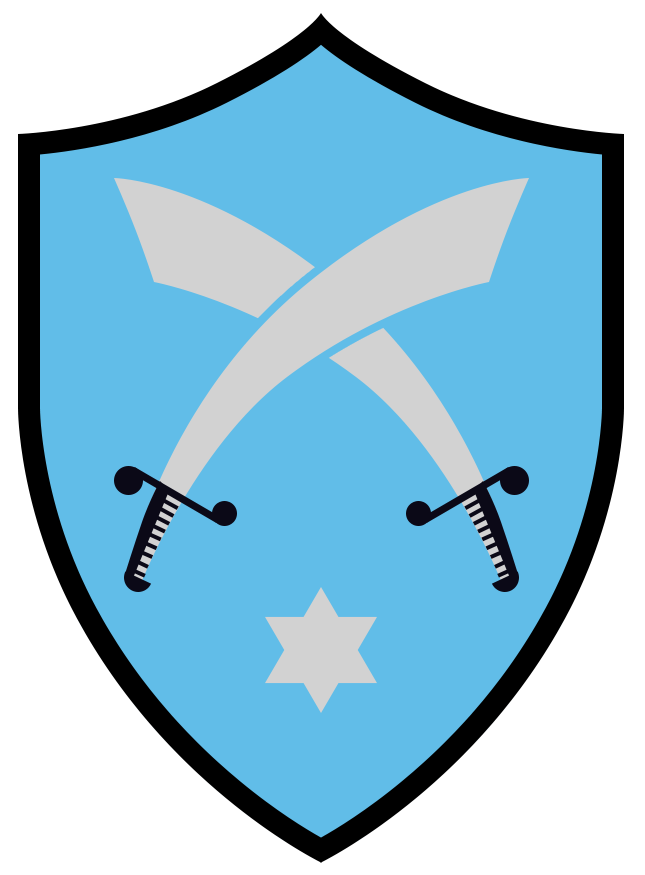
Знак батальона «Херев» в 1974-1990 годах
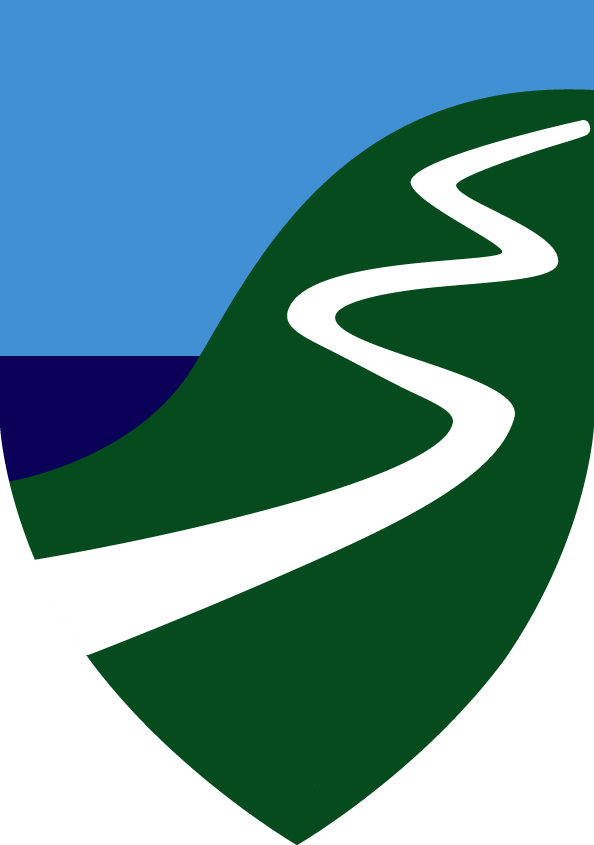
Старый знак бригады в 1990-2015 годах
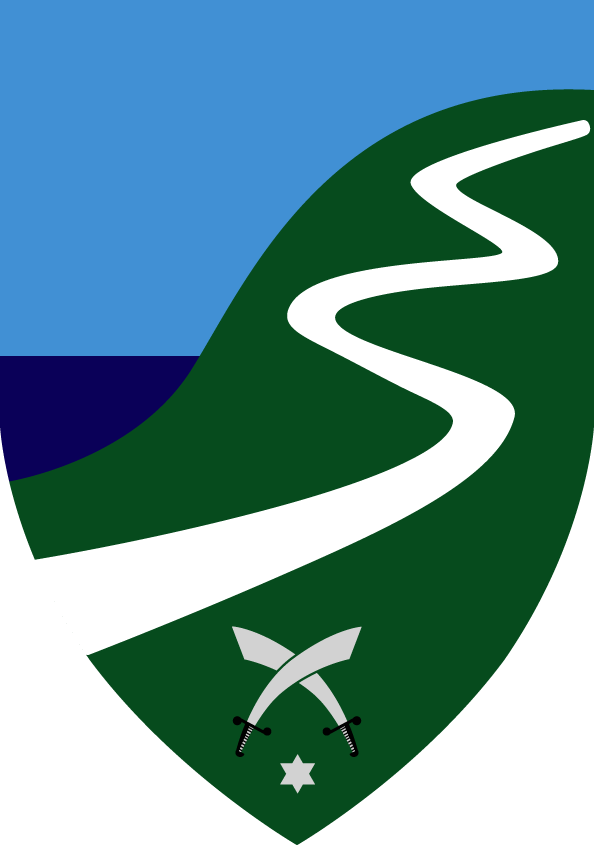
Знак бригады  с 2015 года

## Командиры бригады

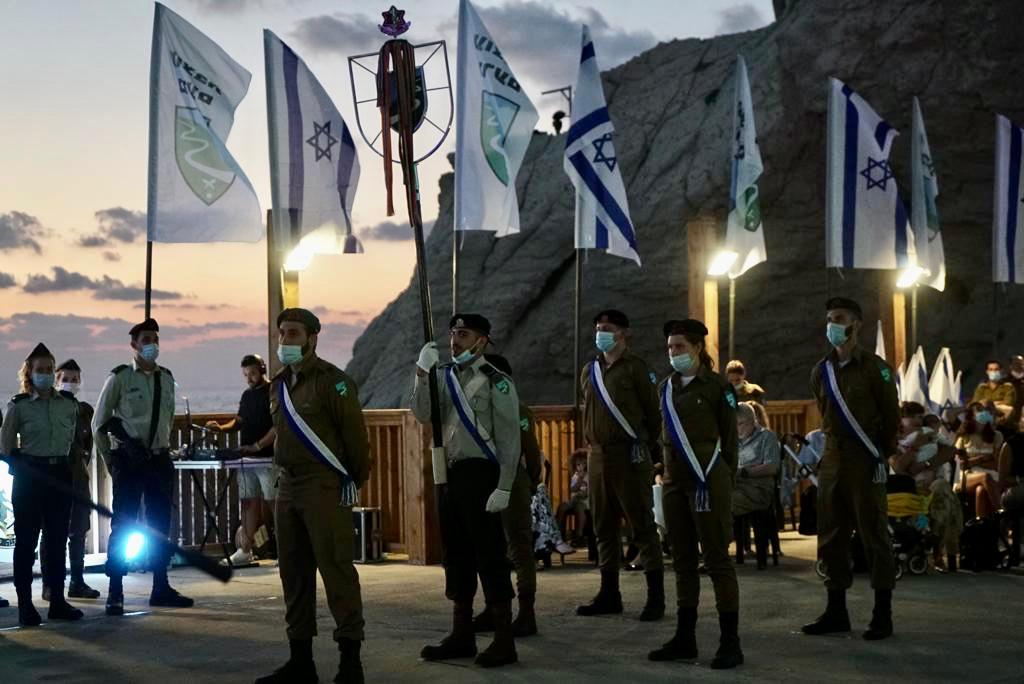
Церемония смены командования в бригаде в Рош-ха-Никра. Полковник Омер Коэн, новый командир бригады заменил полковника Роя Леви, август 2020 года